# همه ستاره‌ها
«همه ستاره‌ها» تک‌آهنگی از هنرمند اهل ایالات متحده آمریکا کندریک لامار و سزا است. این ترانه در عین حال سرودهٔ خود لامار و سزا به اتفاق سون‌ویو و ال شوکس می‌باشد. این آهنگ در تاریخ ۴ ژانویه ۲۰۱۸، به عنوان تک‌آهنگ اصلی آلبوم موسیقی متن فیلم ابرقهرمانی تازه تولید مارول استودیوز به نام پلنگ سیاه انتخاب گردید. نشر ترانه نیز توسط تاپ داگ اینترتیمنت صورت پذیرفت. در آگهی منتشر شده توسط این استودیو، از مدیر استودیوی نشر، آنتونی تاپ‌داگ تیفث و شخص لامار به عنوان تولیدکنندگان آلبوم موسیقی متن فیلم پلنگ سیاه نام برده شد. استودیوی مارول نیز ضمن تایید این خبر اعلام داشت که لامار، شخص منتخب و مورد نظر رایان کوگلر، کارگردان پلنگ سیاه برای ساخت ترانه‌های این فیلم بود.